# Peyziwat
Peyziwat är ett härad som lyder under prefekturen Kashgar i Xinjiang-regionen i nordvästra Kina. Det ligger omkring 980 kilometer sydväst om regionhuvudstaden Ürümqi.